# Filmation (motor gráfico)
Filmation es el nombre registrado de un motor gráfico isométrico empleado en una serie de juegos desarrollados por Ultimate Play the Game durante la década de 1980, principalmente para la plataforma ZX Spectrum de 8 bits, aunque varios títulos también aparecieron para las plataformas BBC Micro, Amstrad CPC, MSX y Commodore 64.
El motor Filmation premitía la creación de entornos 3D flip-screen y fue diseñado para usarlo en los videojuegos de acción-aventura basados en plataformas. El personaje protagonista puede moverse en cuatro direcciones diagonales (desde la perspectiva del jugador), podían saltar sobre obstáculos o incluso podían empujar objetos alrededor del entorno del juego.

## Precursores
Un puñado de videojuegos usaron la perspectiva isométrica antes de la primera aparición de Filmation en 1984, tales como los juegos de arcade Q*bert (1982) de Gottlieb, Zaxxon (1982) y Congo Bongo (1983) de Sega, así como también el título Ant Attack (1983) para  ZX Spectrum de Sandy White. Q*bert y Zaxxon tienen poco en común con Filmation, aunque Ant Attack fue un juego de plataformas de estilo similar, y fue el primero de estos juegos en ofrecer un grado de libertad adicional (la capacidad de moverse hacia arriba y hacia abajo, y también hacia el norte, sur, este y oeste). White afirmó que Ant Attack fue «el primer juego 3D isométrico verdadero».

## Desarrollo
Cuando se presentó Filmation un año después, presentaba gráficos y entornos mucho más complejos que cualquier título isométrico hasta la fecha, obteniendo Knight Lore mucha atención y aclamación de la crítica. Ultimate Play the Game describió por primera vez el motor en el manual de Knight Lore así:

KNIGHT LORE features filmation  [sic]  a unique process whereby you have complete freedom within the confines of your imagination, to do as you wish with any of the objects found within KNIGHT LORE
Ultimate Play the Game Knight Lore documentation

KNIGHT LORE presenta a filmation  [sic], un proceso único mediante el cual tiene total libertad dentro de los límites de su imaginación, para hacer lo que desee con cualquiera de los objetos encontrados en KNIGHT LORE
Ultimate Play the Game, documentación de Knight Lore

Knight Lore fue seguido 6 meses después por Alien 8 y en 1986 por Pentagram. Un segundo motor, Filmation II, fue introducido en 1985 y usado en dos títulos, Nightshade y Gunfright. Esta nueva versión del motor introdujo grandes escenarios de scroll (muy parecidos a los de Ant Attack) en lugar del escenario tipo flip-screens. Para evitar oscurecer al personaje del jugador, las calles y edificios renderizados por este motor desaparecerían en sus contornos cuando el personaje del jugador caminaba detrás de ellos, y se introdujo la capacidad de voltear el punto de vista 180 grados con solo presionar la tecla Z. Aunque Filmation II aumentó la complejidad gráfica de los títulos que lo usaron, la jugabilidad se simplificó; el jugador ya no podía saltar (y de hecho no tenía ninguna razón para hacerlo) y estaba confinado a entornos esencialmente más simples, sin más obstáculos que los propios edificios. Esta simplificación dio como resultado que Nightshade y Gunfright fueran realmente más videojuegos de disparos que los títulos de Filmation I basados en rompecabezas.
Dos juegos posteriores, Martianoids y Bubbler, fueron desarrollados por U.S. Gold (y publicados con la etiqueta Ultimate Play the Game) que también usaba entornos 3D de desplazamiento, aunque ninguno hizo uso explícito del motor Filmation II. Ambos tenían similitudes con Filmation II, aunque Martianoids no usaba una verdadera perspectiva isométrica y Bubbler tenía más en común con Marble Madness de Atari que los títulos anteriores de Filmation.
Durante mucho tiempo se pensó que el último título inédito de Ultimate, Mire Mare, estaba basado en Filmation, pero a fines de la década de 1990, Rare reveló que en realidad habría sido más como el Sabre Wulf, el primer título basado en el personaje Sabreman.

## Juegos
Filmation
- Knight Lore (1984)
- Alien 8 (1985)
- Pentagram (1986)

Filmation II
- Nightshade (1985)
- Gunfright (1986)

Miscelánea
- Martianoids (1987)
- Bubbler (1987)

## Legado
El estilo Filmation fue extremadamente influyente en el periodo que siguió al lanzamiento de Knight Lore y Alien 8, y fue copiado extensivamente por otros desarrolladores en títulos como Fairlight, The Great Escape, Batman, M.O.V.I.E., Head Over Heels y Solstice. Posteriormente, Rare, la compañía en la que Ultimate Play the Game evolucionó, repitieron el estilo ellos mismos con sus Snake Rattle 'n' Roll (NES y Sega Mega Drive) y Monster Max (Game Boy; escrito por Bernie Drummond y Jon Ritman, los autores de los mencionados Batman y Head Over Heels). Cadaver de Bitmap Brothers, lanzado para Amiga y Atari ST en 1990, tenía sorprendentes similitudes con Knight Lore, e incluso nombró la ubicación del juego «Castle Wulf» en honor al juego precedente de Knight Lore, Sabre Wulf.